# Castillo de Villavellid
El castillo de Villavellid se encuentra en la población de Villavellid, provincia de Valladolid, Castilla y León, España. Se construyó siguiendo el modelo de castillo llamado escuela de Valladolid. En la actualidad todavía se pueden visitar los restos del castillo.

## Historia
El castillo de Villavellid es una fortaleza del siglo XV situada en la línea fronteriza de los reinos de León y Castilla. No se conoce la autoría de su construcción, pero sí se sabe que en 1452 Francisco de Almazán, marqués de Alcañices era señor de la villa y casa fuerte. Lo entregó a su hija Francisca como dote en 1465, al casarse con Pedro Pimentel, hijo del Conde de Benavente. A la muerte de esta, sin descendencia, el castillo pasó a su hermana Constanza casada con Juan Enríquez de Guzmán y cuyo hijo Francisco fue el primer marqués de Alcañices e instituirá mayorazgo con todas sus propiedades, incluyendo la fortaleza de Villavellid.
El castillo palacio es de planta cuadrada, construido con anchos muros de sillería que ocultan un armazón de mampostería. Tiene tres cubos cilíndricos en tres de sus ángulos y en el cuarto una achaparrada torre del homenaje, cuadrada de dos pisos hoy hundidos. En el 2016 sigue siendo una ruina.

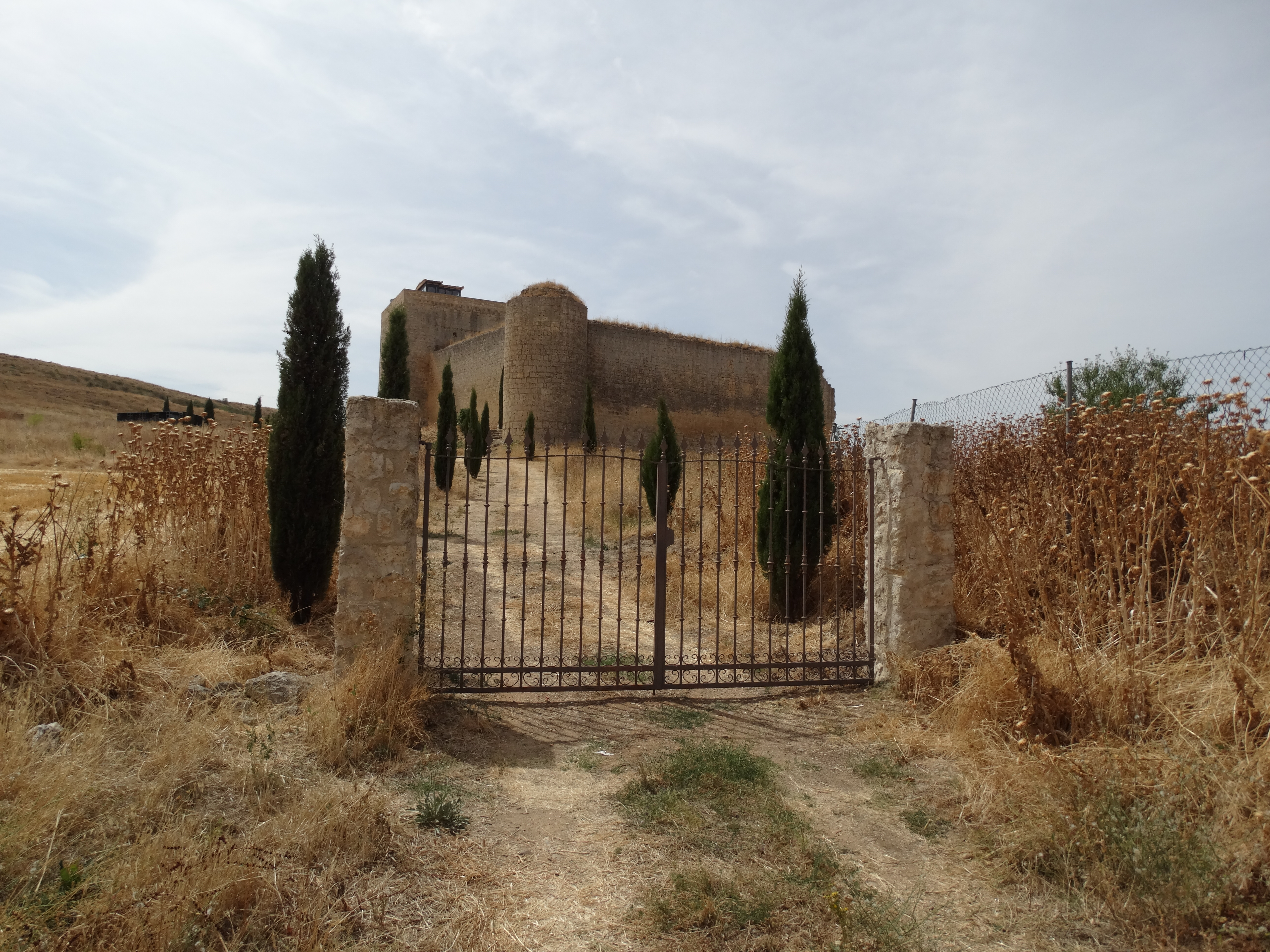
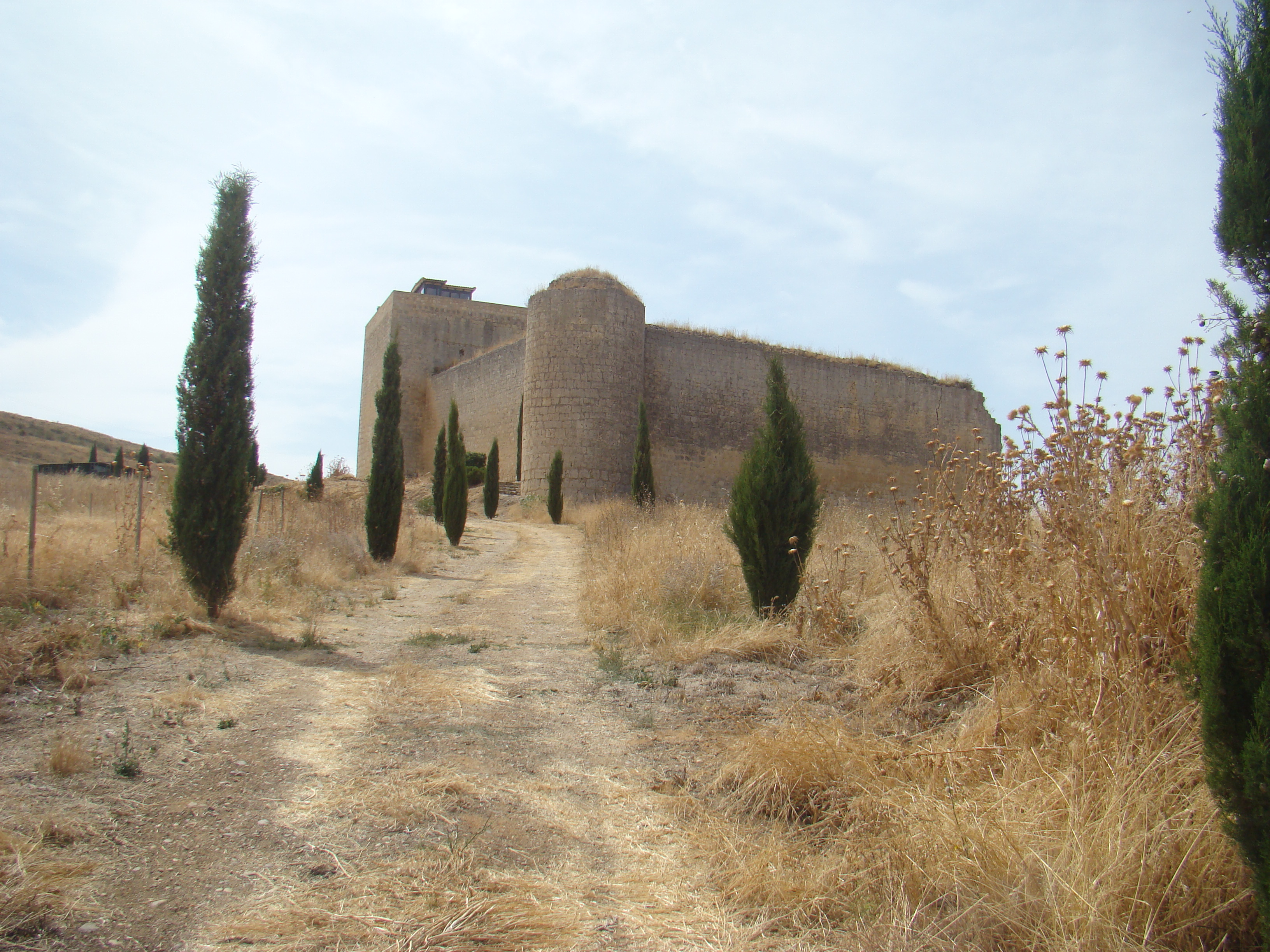
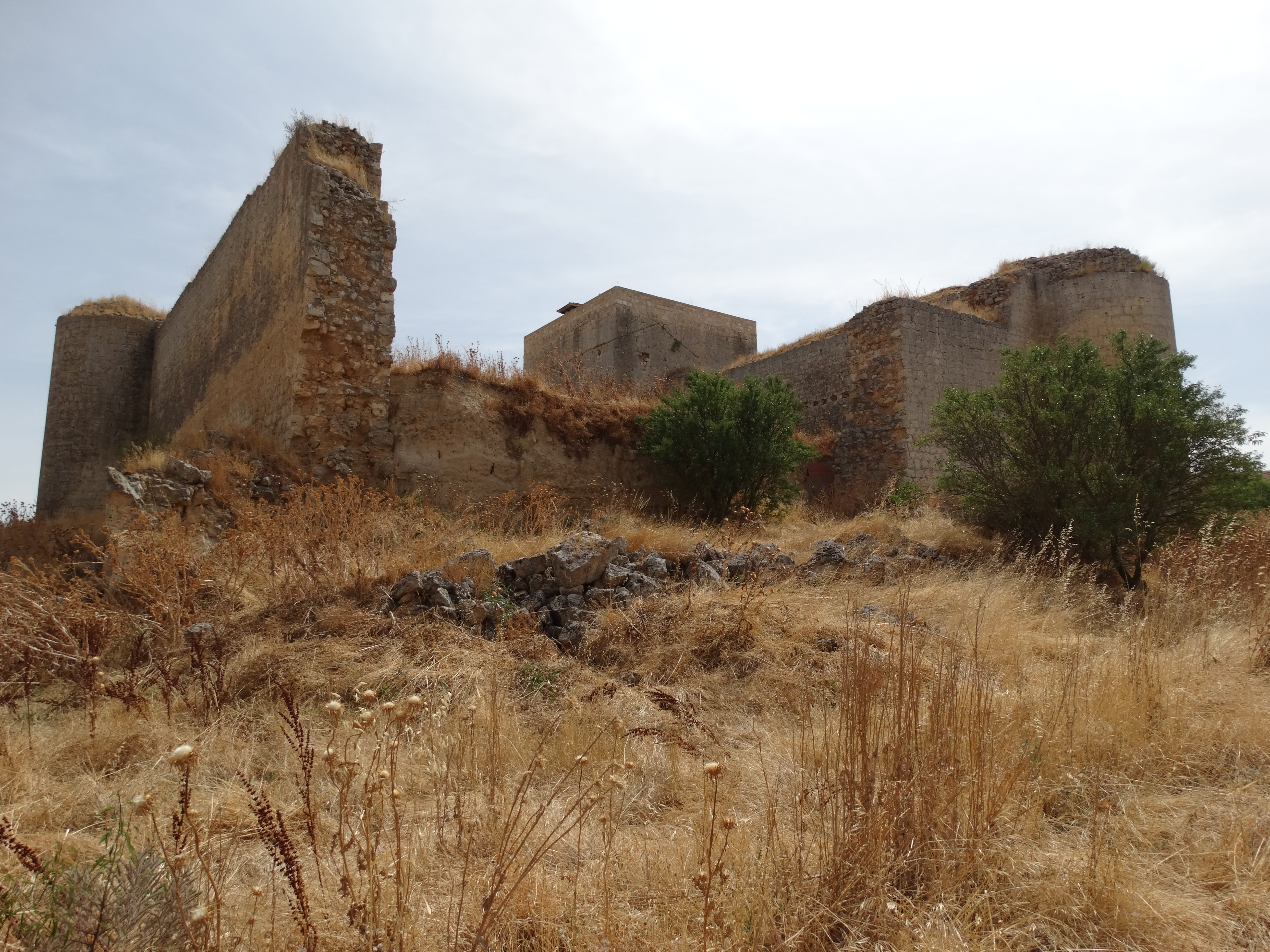
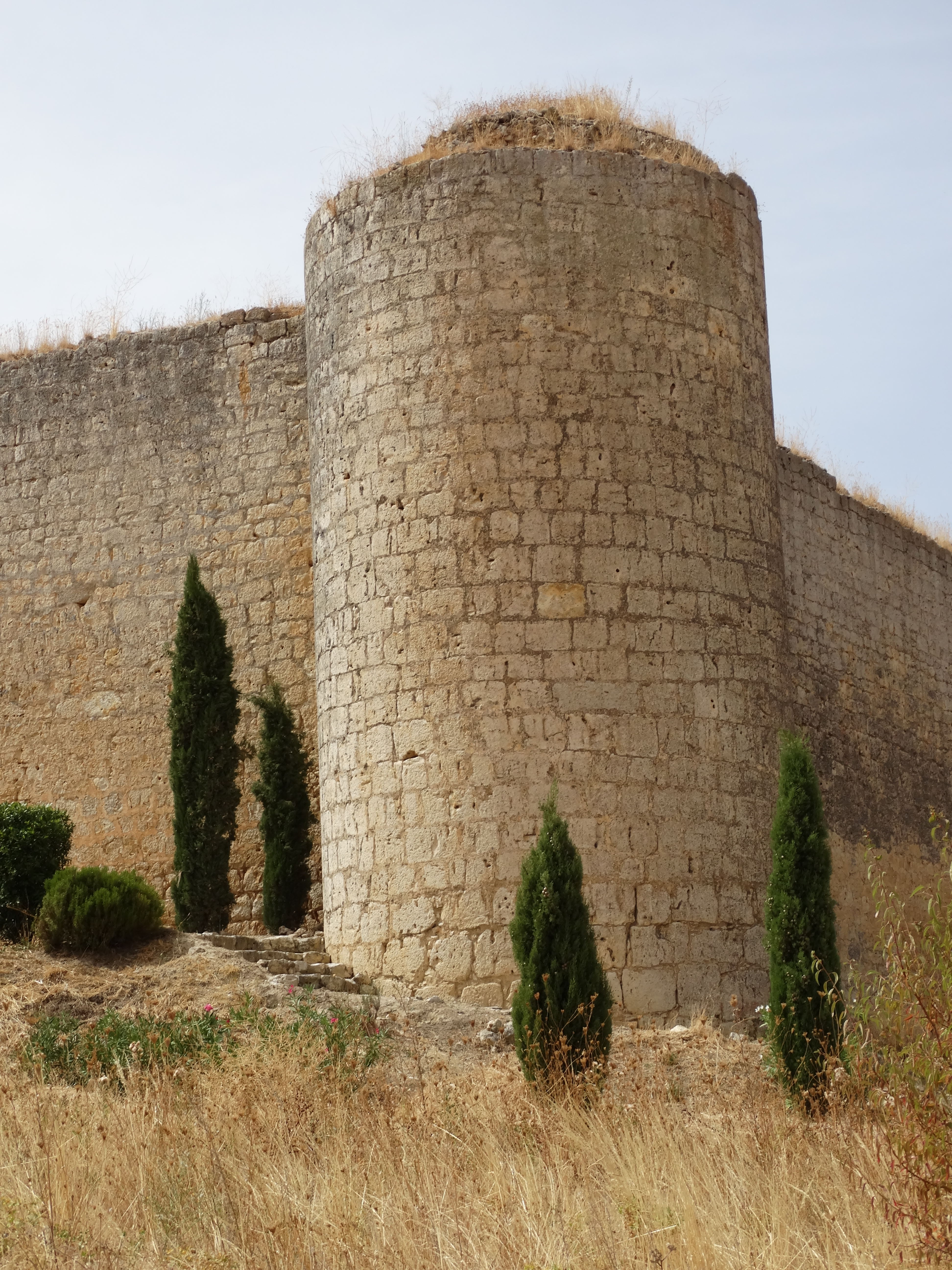
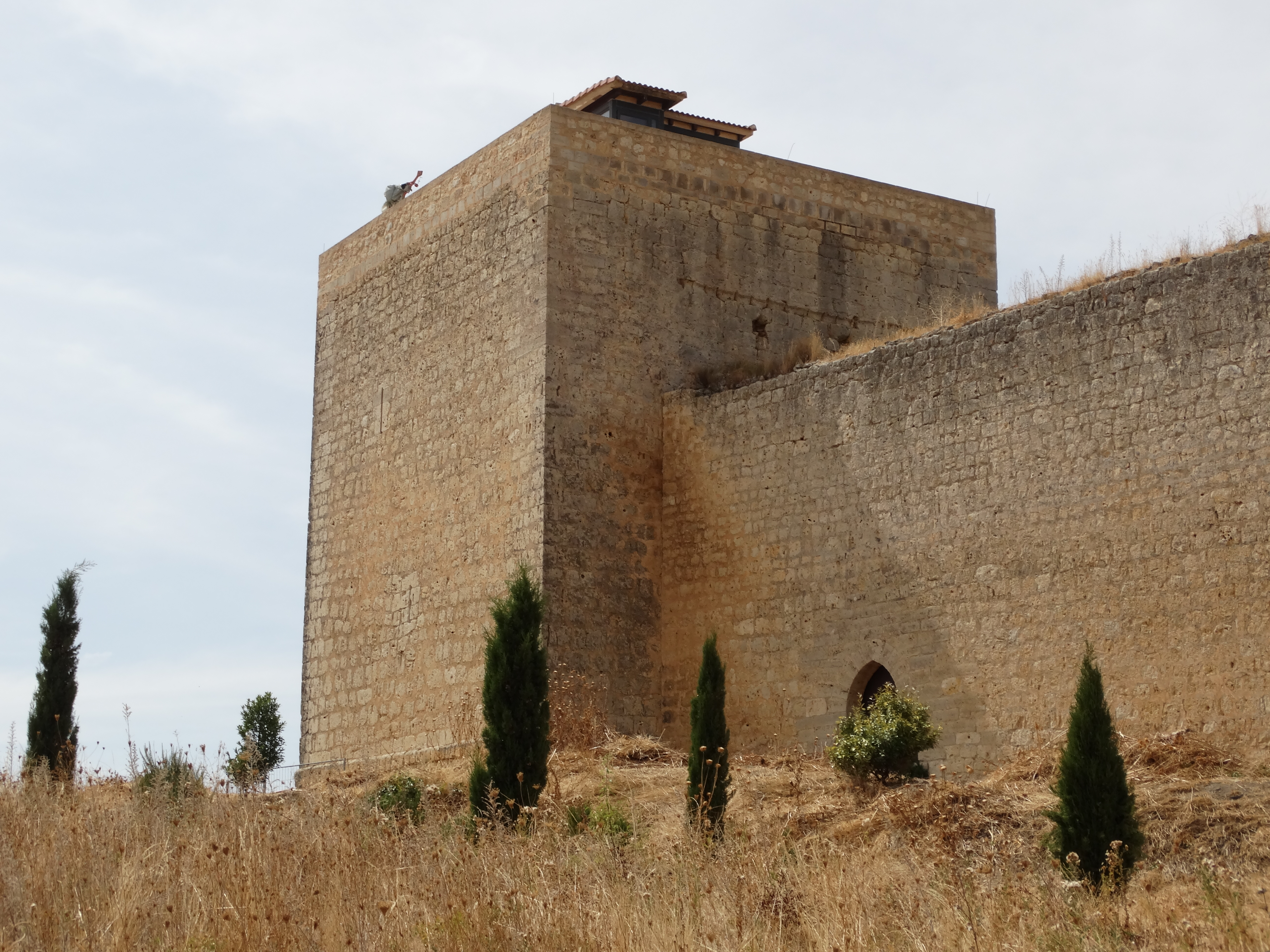